# Pierre Schang
Pas d'image ? Cliquez ici

a Compétitions nationales et continentales officielles uniquement.

Pierre Schang, né le 8 octobre 1890 à Bayonne (Basses-Pyrénées) et décédé le 16 septembre 1914, à La Ville-aux-Bois-lès-Pontavert (Aisne) est un joueur français de rugby à XV.
Avant la Première Guerre mondiale, Schang est considéré comme l'un des piliers les plus prometteurs du rugby français.[réf. nécessaire]

## Biographie
Pierre Schang naît le 8 octobre 1890 à Bayonne. Son père est Marcelin Schang, tailleur de profession et sa mère est Marie Caupène. Il grandit au 26 de la rue Victor-Hugo à Bayonne. Pierre Schang débute la pratique du rugby à XV avec la Société nautique de Bayonne.
Schang rejoint Pau pour son service militaire au 18e régiment d'infanterie en 1911. Schang évolue alors au Stade palois (ancêtre de la Section paloise, désormais équipe du 18e RI).
Puis, il signe à la Section paloise, où une jeune génération de joueurs prometteurs avec Gilbert Pierrot et Victor Bernicha s'affirme sous les ordres du gallois Tom Potter. C'est d'ailleurs Potter qui le lance dans le grand bain,.
Schang souhaite rejoindre les champions de France 1913, afin d'évoluer avec le club de sa ville natale. Mais la Première Guerre mondiale interrompt les activités rugby.
Engagé dans le conflit avec le 18e RI, Schang décède au Chemin des Dames durant la bataille du Chemin des Dames, le 16 septembre 1914 à l'âge de vingt-trois ans.